# Plumularia crateriformis
Plumularia crateriformis är en nässeldjursart som beskrevs av Nicolaas `Claas' Mulder och Trebilcock 1911. Plumularia crateriformis ingår i släktet Plumularia och familjen Plumulariidae. Inga underarter finns listade i Catalogue of Life.